# Matjaž Mulej
Matjaž Mulej, slovenski ekonomist in univerzitetni profesor * 20. januar 1941, Maribor.
Prof. dr. Matjaž Mulej je zaslužni profesor teorije sistemov in inovacij Univerze v Mariboru. Vso svojo poklicno pot je deloval kot redni profesor in znanstveni sodelavec na Inštitutu za podjetništvo in management malih podjetij. V letih od 1987 do 1991 je bil dekan Ekonomsko-poslovne fakultete in prorektor Univerze v Mariboru.
Doslej je bil mentor 44 magistrom in 19 doktorjem znanosti, nekaj nadaljnjih pa je v teku.
Redni profesor je postal pri 42 letih, zaslužni pa pri 60 letih. Objavil in uredil je več kot 60 knjig in zbornikov ter čez 1700 del v več kot 40 deželah in doprinesel bogat prispevek z delom v šestih državah. 15 semestrov je bil gostujoči profesor in raziskovalec v tujini, med drugim na Univerzi Cornell v Ithaci, New York v ZDA, krajša gostovanja in občasna predavanja pa je imel na približno 50 različnih univerzah na vseh celinah. Redno sodeluje z Univerzami Ljubljani, Celovcu, Gradcu in na Primorskem, občasno z Univerzo v Novi Gorici, v Zagrebu, ANSTED, Penang, Malezija, Državno transportno univerzo Novosibirsk, Rusija,  itd.
Je nekdanji (2006-2010) predsednik IFSR (Mednarodne federacije za sistemsko raziskovanje) s 36 asociacijami članicami in članstvom na vseh celinah ter član treh mednarodnih akademij znanosti in umetnosti (Salzburg, Pariz, Dunaj), v tisti za sistemske in kibernetske znanosti predsednik. Je tudi član več uredniških odborov revij in konferenc, med drugim skoraj vseh 30 konferenc PODIM, vseh 9 konferenc STIQE in vseh 5 konferenc IRDO.
Matjaž Mulej je znan tudi kot aktiven športnik in sicer dvakratni jugoslovanski prvak v tenisu in več kot 35 let športni funkcionar.
Za svoje življenjsko pedagoško in znanstveno raziskovalno delo na področju ekonomske znanosti in inovacijskega menedžmenta je v letu 2013 prejel naziv častni občan Mestne občine Maribor.